# L'Opinion nationale
L'Opinion nationale est un journal politique bonapartiste de gauche puis républicain fondé par  Adolphe Georges Guéroult en 1859, sous Napoléon III, publié jusqu'à la Première Guerre mondiale. Félix Mornand, Henri-Émile Chevalier, Henri Tolain, Arthur Pougin et Charles Sauvestre y ont collaboré.
Le journal est aussi le premier à publier un bulletin quotidien d'informations météorologiques en France, en 1876.

## Ligne éditoriale
Il est cité de nombreuses fois dans le dictionnaire Littré. C'est un journal où l'on peut exprimer des opinions progressistes et anticléricales : 
Éducation
Le 25 octobre 1866, Jean Macé y lance son combat pour l'éducation publique, gratuite, obligatoire et laïque.
Droit des femmes
En 1868, l'Opinion nationale publie un manifeste de femmes réclamant le droit de vote.
Liberté de la presse
En 1875, Victor Schœlcher y dénonce l'absence d'autorisation accordée à la création d'un journal républicain dans les colonies.